# J.D. Pardo
Jorge Daniel "J.D." Pardo (Los Ángeles, California, 7 de septiembre de 1980) es un actor y modelo estadounidense de ascendencia argentina y salvadoreña. Es conocido por haber interpretado a Nahuel en The Twilight Saga: Breaking Dawn - Part 2 y a Nate Walker/Jason Neville en Revolution y también  en la serie Mayans M.C. como Ezequiel Reyes.

## Biografía
Nació en Los Ángeles, California (Estados Unidos). Su padre es argentino y su madre salvadoreña.

### Carrera
Pardo debutó en televisión en el año 2001 en un episodio de Titans, pero su primera gran oportunidad se presentó cuando interpretó a Gwen Araujo en la película de Lifetime A Girl Like Me: The Gwen Araujo Story, en 2006. Otros créditos de Pardo incluyen roles como estrella invitada en series tales como Drive, de la cadena FOX y Hidden Palms, de The CW.
En 2008 interpretó al joven Santiago en The Burning Plain, junto a Charlize Theron, Jennifer Lawrence y Kim Basinger. En 2012 fue elegido para interpretar a Nahuel en The Twilight Saga: Breaking Dawn - Part 2 y a un miembro de un cartel de la droga en Snitch. Ese mismo año comenzó a dar vida a Nate Walker/Jason Neville en la serie de la NBC Revolution, hasta su cancelación en 2014.
En 2014, se dio a conocer que obtuvo el papel de Raúl García en la serie de The CW The Messengers, junto a Shantel VanSanten, Sofia Black-D'Elia y Diogo Morgado.
Actualmente interpreta a Ezekiel Reyes en la serie Mayans (2018), dirigida por Kurt Sutter.

## Filmografía
| Cine       | Cine                                      | Cine                          | Cine                     |
| Año        | Película                                  | Rol                           | Notas                    |
| ---------- | ----------------------------------------- | ----------------------------- | ------------------------ |
| 2004       | ¿Cuánto cuesta la admisión?               | Alexei                        | Cortometraje             |
| 2004       | A Cinderella Story                        | Ryan                          |                          |
| 2005       | Havoc                                     | Todd Rosenberg                |                          |
| 2005       | Supercross                                | Chuy                          |                          |
| 2008       | The Burning Plain                         | Young Santiago                |                          |
| 2012       | The Twilight Saga: Breaking Dawn - Part 2 | Nahuel                        |                          |
| 2013       | Snitch                                    | Benicio                       |                          |
| 2021       | F9                                        | Jack Toretto                  |                          |
| 2023       | Hypnotic                                  | TBA                           |                          |
| Televisión |                                           |                               |                          |
| Año        | Título                                    | Rol                           | Notas                    |
| 2001       | Titans                                    | Nick                          | 2 episodios              |
| 2001       | My Wife and Kids                          | Boy #1                        | 1 episodio               |
| 2002       | One on One                                | Posse Member                  | 1 episodio               |
| 2002       | Hope Ranch                                | Ernesto Mendoza               | Película para televisión |
| 2004       | American Dreams                           | Sgto. Carlos Pérez/Matt Pérez | 10 episodios             |
| 2004-2005  | Clubhouse                                 | José Márquez                  | 10 episodios             |
| 2005       | Veronica Mars                             | Rick                          | 1 episodio               |
| 2006       | A Girl Like Me: The Gwen Araujo Story     | Eddie/Gwen Araujo             | Película para televisión |
| 2006       | CSI: Miami                                | Mario Pilar                   | 1 episodio               |
| 2006       | The O.C.                                  | Surfer tatuado/Guy            | 3 episodios              |
| 2006       | Standoff                                  | Vin Leon                      | 1 episodio               |
| 2007       | Hidden Palms                              | Eddie Nolan                   | 4 episodios              |
| 2007       | Drive                                     | Sean Salazar                  | Miniserie                |
| 2010       | 90210                                     | Dax                           | 2 episodios              |
| 2010       | Human Target                              | Brody Rivera                  | 1 episodio               |
| 2011       | CSI: NY                                   | Bobby Renton                  | 1 episodio               |
| 2012-2014  | Revolution                                | Nate Walker/Jason Neville     | Elenco principal         |
| 2015       | The Messengers                            | Raúl García                   | Elenco principal         |
| 2015       | East Los High                             | Jesús                         | 3 episodios              |
| 2018       | Mayans M.C.                               | Ezekiel Reyes                 | Elenco principal         |